# ادوین داتون

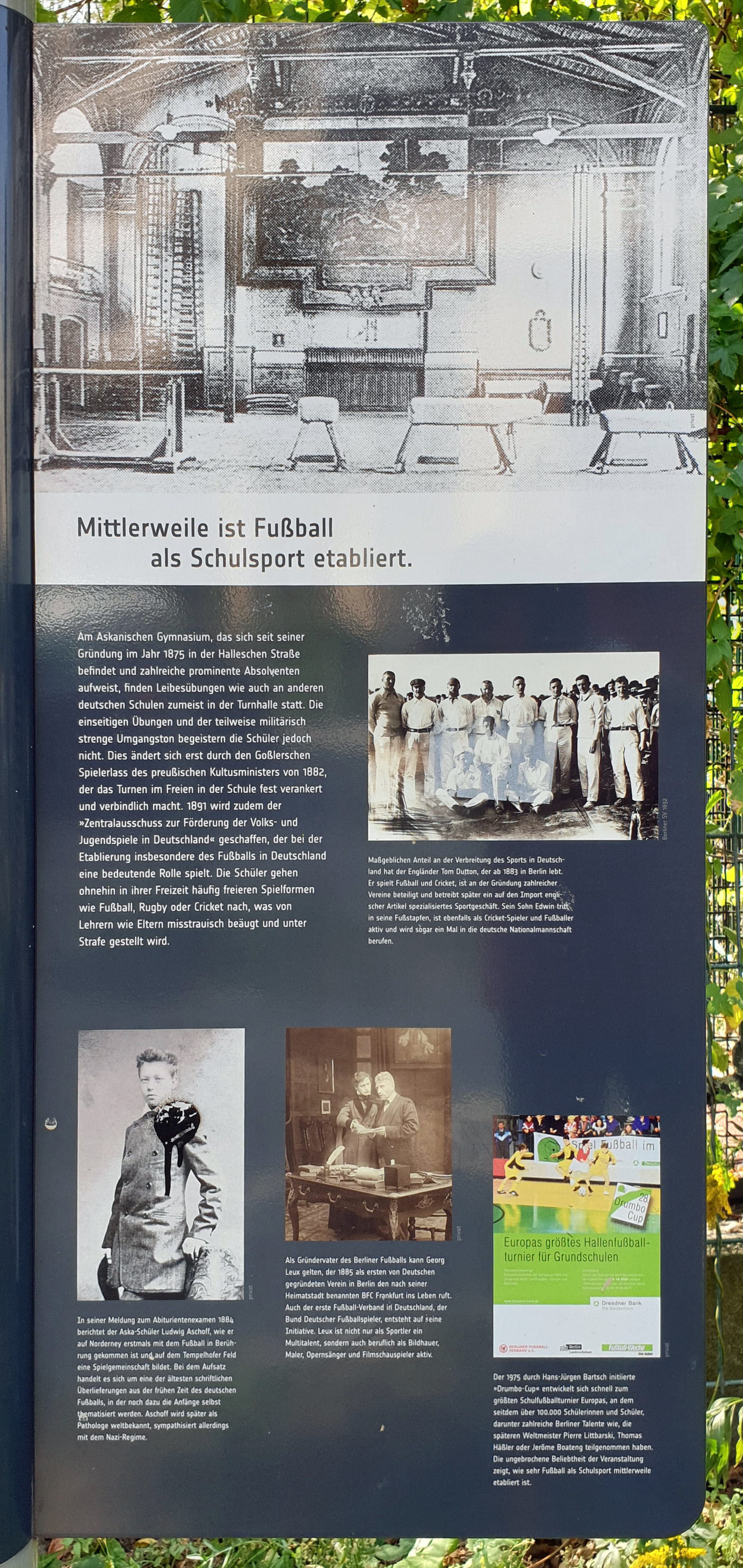
لوح یادبود ادوین داتون در برلین - ۲۰۱۹

ادوین داتون (انگلیسی: Edwin Dutton؛ ۸ آوریل ۱۸۹۰ – ۱ ژانویهٔ ۱۹۷۰) یک بازیکن فوتبال اهل آلمان بود.
وی همچنین در تیم ملی فوتبال آلمان بازی کرده است.